# Orcanie
 (mai 2021).
Si vous disposez d'ouvrages ou d'articles de référence ou si vous connaissez des sites web de qualité traitant du thème abordé ici, merci de compléter l'article en donnant les références utiles à sa vérifiabilité et en les liant à la section « Notes et références ».
Dans la légende arthurienne, l'Orcanie est le pays gouverné par le roi Lot (ou Loth) et correspond aux actuelles îles Orcades (en anglais : Orkney Islands), un archipel situé au nord de l'Écosse. 

## Rôle dans les légendes arthuriennes
L'Orcanie est connu dans les mythes de la Table Ronde comme le repaire de la reine d'Orcanie (Anna ou Morgause), épouse du roi Lot, sœur et ennemie jurée du Roi Arthur, et mère de plusieurs des Chevaliers de la Table Ronde : Mordred, né de l'union incesteuse de Morgause avec Arthur, est le plus connu, mais il y a aussi Gauvain, Agravain, Gaheris et Gareth, tous les quatre fils de Lot.

## Dans la culture populaire
Dans la série Kaamelott, où l'un des personnages est le roi Loth d'Orcanie interprété par François Rollin, la situation exacte de l'Orcanie est inconnue. Elle est vraisemblablement située au nord de l'île de Bretagne, à trois jours du Mur d'Hadrien. L'Orcanie est présentée comme faisant partie du Royaume de Logres, fédéré par le Roi Arthur. 